# Miroslav Drobňák
Miroslav Drobňák (Šarišské Michaľany, 29 mei 1977) is een voormalig profvoetballer uit Slowakije, die als middenvelder in 2006 zijn actieve carrière afsloot bij MFK Košice. Hij speelde ook profvoetbal in Polen en Griekenland.

## Interlandcarrière
Drobňák maakte deel uit van het Slowaaks voetbalelftal dat deelnam aan het voetbaltoernooi bij de Olympische Spelen in Sydney, Australië. Hij speelde één interland voor de nationale A-ploeg in 2003.

## Erelijst
Inter Bratislava
- Slowaaks landskampioen

2001
- Slowaaks bekerwinnaar

2001